# Calligonum
Calligonum es un género de plantas de la familia Polygonaceae con alrededor de 80 especies alrededor delMediterráneo, Asia y Norteamérica.

## Características
Las plantas del género Calligonum son arbustos, con ramas difusas e irregulares, flexibles y leñosas . Hojas simples, opuestas, casi sésiles, lineares y casi escamosas. Flores bisexuales, solitarias en inflorescencias axilares sueltas . 

## Taxonomía
Calligonum fue descrito por Carlos Linneo y publicado en Species Plantarum 1: 530. 1753. La especie tipo es: Calligonum polygonoides L

## Especies
- Calligonum aphyllum
- Calligonum arborescens
- Calligonum alaschanicum
- Calligonum calliphysa
- Calligonum caput-medusae
- Calligonum chinense
- Calligonum colubrinum
- Calligonum comosum
- Calligonum cordatum
- Calligonum crinitum
- Calligonum comosum
- Calligonum densum
- Calligonum ebinuricum
- Calligonum gobicum
- Calligonum jeminaicum
- Calligonum junceum
- Calligonum klementzii
- Calligonum korlaense
- Calligonum leucocladum
- Calligonum microcarpum
- Calligonum mongolicum
- Calligonum polygonoides
- Calligonum potanini
- Calligonum pumilum
- Calligonum roborowskii
- Calligonum rouqiangense
- Calligonum rubicundum
- Calligonum squarrosum
- Calligonum trifarium
- Calligonum yengisaricum
- Calligonum zaidamense